# Parwa liga 2020/21
Die Parwa liga 2020/21 (offiziell: efbet Liga nach dem Ligasponsor Efbet) war die 97. Saison der höchsten bulgarischen Fußballspielklasse und die fünfte unter dem reformierten Modus der Parwa liga (dt. Erste Liga).
Die Saison begann am 7. August 2020 und endete am 26. Mai 2021. Am 4. Mai 2021 wurde Ludogorez Rasgrad zum zehnten Mal in Folge bulgarischer Meister, nachdem der Klub einen 3:1-Sieg gegen Beroe errungen hatte. Damit haben die Adler einen neuen Rekord aufgestellt.

## Mannschaften
| Team                | Stadt          | Heimstadion                   | Kapazität |
| ------------------- | -------------- | ----------------------------- | --------- |
| Arda Kardschali     | Kardschali     | Arena Arda                    | 15.000    |
| Beroe Stara Sagora  | Stara Sagora   | Beroe-Stadion                 | 13.500    |
| Botew Plowdiw       | Plowdiw        | Christo-Botew-Stadion         | 22.000    |
| Botew Wraza         | Wraza          | Christo-Botew-Stadion         | 12.000    |
| Etar Weliko Tarnowo | Weliko Tarnowo | Iwajlo-Stadion                | 25.000    |
| Lewski Sofia        | Sofia          | Georgi-Asparuchow-Stadion     | 29.200    |
| Lokomotive Plowdiw  | Plowdiw        | Lokomotiw-Stadion             | 10.800    |
| Ludogorez Rasgrad   | Rasgrad        | Huvepharma Arena              | 10.422    |
| Montana             | Montana        | Ogosta-Stadion                | 06.000    |
| Slawia Sofia        | Sofia          | Owtscha-Kupel-Stadion         | 25.556    |
| Tscherno More Warna | Warna          | Titscha-Stadion               | 12.000    |
| Zarsko Selo Sofia   | Sofia          | Zarsko-Selo-Sportkomplex      | 01.550    |
| ZSKA Sofia          | Sofia          | Balgarska-Armija-Stadion      | 22.015    |
| ZSKA 1948 Sofia     | Sofia          | Wassil-Lewski-Nationalstadion | 44.000    |

## Reguläre Saison
Die 14 Vereine spielten zunächst in einer Doppelrunde die reguläre Saison aus. Diese Tabelle diente als Grundlage für die Qualifikation zu verschiedenen Platzierungsrunden. Die sechs bestplatzierten Vereine erreichten die Meisterschaftsrunde. Die Teams auf den Plätzen sieben bis zehn spielten in den UEFA-Europa-Conference-League-Playoffs um einen möglichen internationalen Startplatz, während die Mannschaften auf den Plätzen elf bis vierzehn in die Abstiegsrunde gingen, um den Relegationsteilnehmer und die Absteiger zu ermitteln.

### Tabelle
| Pl. | Verein                  | Sp. | S  | U  | N  | Tore    | Diff. | Punkte |
| --- | ----------------------- | --- | -- | -- | -- | ------- | ----- | ------ |
| 1.  | Ludogorez Rasgrad (M)   | 26  | 20 | 4  | 2  | 059:180 | +41   | 64     |
| 2.  | Lokomotive Plowdiw (P)  | 26  | 15 | 7  | 4  | 041:190 | +22   | 52     |
| 3.  | ZSKA Sofia              | 26  | 14 | 8  | 4  | 039:200 | +19   | 50     |
| 4.  | Arda Kardschali         | 26  | 12 | 9  | 5  | 036:290 | +7    | 45     |
| 5.  | ZSKA 1948 Sofia (N)     | 26  | 10 | 8  | 8  | 034:300 | +4    | 38     |
| 6.  | Beroe Stara Sagora      | 26  | 10 | 7  | 9  | 038:280 | +10   | 37     |
| 7.  | Tscherno More Warna     | 26  | 10 | 7  | 9  | 027:250 | +2    | 37     |
| 8.  | Zarsko Selo Sofia       | 26  | 9  | 7  | 10 | 029:270 | +2    | 34     |
| 9.  | Lewski Sofia            | 26  | 7  | 7  | 12 | 025:270 | −2    | 28     |
| 10. | Botew Plowdiw           | 26  | 5  | 9  | 12 | 025:460 | −21   | 24     |
| 11. | Slawia Sofia            | 26  | 6  | 5  | 15 | 019:400 | −21   | 23     |
| 12. | FC Botew Wraza          | 26  | 6  | 4  | 16 | 026:390 | −13   | 22     |
| 13. | SFK Etar Weliko Tarnowo | 26  | 4  | 10 | 12 | 020:450 | −25   | 22     |
| 14. | PFK Montana (N)         | 26  | 4  | 8  | 14 | 021:460 | −25   | 20     |

Platzierungskriterien: 1. Punkte – 2. Direkter Vergleich (Punkte, Tordifferenz, geschossene Tore) – 3. Tordifferenz – 4. geschossene Tore

| (M) | amtierender bulgarischer Meister      |
| (P) | amtierender bulgarischer Pokalsieger  |
| (N) | Aufsteiger aus der Wtora liga 2019/20 |

### Kreuztabelle
Die Kreuztabelle stellte die Ergebnisse aller Spiele dieser Saison dar. Die Heimmannschaft ist in der linken Spalte, die Gastmannschaft in der oberen Zeile aufgelistet.
| 2020/21             | Arda Kardschali | Beroe Stara Sagora | Botew Plowdiw | Botew Wraza | Etar Weliko Tarnowo | Lewski Sofia | Lokomotive Plowdiw | Ludogorez Rasgrad | Montana | Slawia Sofia | Tscherno More Warna | Zarsko Selo Sofia |     | ZSKA 1948 Sofia |
| ------------------- | --------------- | ------------------ | ------------- | ----------- | ------------------- | ------------ | ------------------ | ----------------- | ------- | ------------ | ------------------- | ----------------- | --- | --------------- |
| Arda Kardschali     |                 | 1:0                | 3:2           | 3:2         | 3:2                 | 1:1          | 0:2                | 2:2               | 3:0     | 2:1          | 1:0                 | 2:0               | 1:1 | 1:1             |
| Beroe Stara Sagora  | 0:1             |                    | 3:0           | 6:0         | 1:2                 | 2:1          | 1:3                | 1:4               | 0:0     | 1:1          | 4:0                 | 0:1               | 1:0 | 0:0             |
| Botew Plowdiw       | 0:2             | 3:3                |               | 2:0         | 1:1                 | 2:1          | 2:0                | 0:2               | 1:1     | 0:1          | 0:0                 | 0:0               | 0:3 | 3:2             |
| Botew Wraza         | 0:0             | 1:2                | 1:2           |             | 5:1                 | 1:3          | 0:1                | 3:1               | 2:0     | 1:2          | 0:1                 | 0:3               | 1:2 | 0:0             |
| Etar Weliko Tarnowo | 0:0             | 2:3                | 0:0           | 0:0         |                     | 0:0          | 1:3                | 0:2               | 0:0     | 1:1          | 0:4                 | 1:0               | 2:2 | 3:1             |
| Lewski Sofia        | 1:2             | 0:2                | 2:2           | 0:0         | 2:1                 |              | 1:0                | 0:3               | 2:0     | 1:0          | 1:2                 | 0:1               | 0:2 | 3:0             |
| Lokomotive Plowdiw  | 0:0             | 1:1                | 6:0           | 2:1         | 1:1                 | 1:0          |                    | 3:2               | 2:2     | 2:0          | 2:1                 | 2:0               | 2:1 | 1:1             |
| Ludogorez Rasgrad   | 1:0             | 2:0                | 2:1           | 2:1         | 6:0                 | 1:0          | 3:1                |                   | 1:0     | 3:0          | 1:0                 | 1:1               | 1:0 | 4:0             |
| Montana             | 3:3             | 1:1                | 3:1           | 0:1         | 1:0                 | 0:4          | 0:1                | 1:3               |         | 2:1          | 1:1                 | 3:4               | 1:2 | 1:0             |
| Slawia Sofia        | 3:2             | 0:2                | 0:0           | 0:2         | 0:0                 | 1:0          | 0:2                | 0:2               | 2:1     |              | 1:1                 | 1:0               | 0:1 | 1:3             |
| Tscherno More Warna | 2:0             | 2:1                | 1:0           | 2:1         | 0:1                 | 0:0          | 0:0                | 1:4               | 3:0     | 3:2          |                     | 1:0               | 1:1 | 1:2             |
| Zarsko Selo Sofia   | 4:0             | 0:2                | 2:2           | 1:2         | 3:0                 | 2:2          | 0:3                | 1:1               | 0:0     | 2:0          | 1:0                 |                   | 2:1 | 0:0             |
| ZSKA Sofia          | 1:1             | 1:1                | 2:1           | 2:1         | 1:0                 | 1:0          | 0:0                | 2:2               | 6:0     | 1:0          | 1:0                 | 1:0               |     | 2:0             |
| ZSKA 1948 Sofia     | 0:2             | 1:0                | 5:0           | 1:0         | 5:1                 | 0:0          | 1:0                | 0:3               | 2:0     | 5:1          | 0:0                 | 2:1               | 2:2 |                 |

## Platzierungsrunden

### Meisterschaftsrunde
Die sechs bestplatzierten Vereine der regulären Saison erreichten die Meisterschaftsrunde, in der es neben der Meisterschaft auch um die internationalen Plätze im Europapokal ging. Der Meister qualifizierte sich für die erste Qualifikationsrunde zur Champions League und der Vizemeister erreichte die Qualifikationsrunden der Europa Conference League. Der Drittplatzierte nahm an den Europa-Conference-League-Playoffs teil.
Gespielt wurde eine Einzelrunde zwischen den sechs Vereinen, wobei alle Ergebnisse aus der regulären Saison übertragen wurden.
| Pl. | Verein                 | Sp. | S  | U  | N  | Tore    | Diff. | Punkte |
| --- | ---------------------- | --- | -- | -- | -- | ------- | ----- | ------ |
| 1.  | Ludogorez Rasgrad (M)  | 31  | 22 | 4  | 5  | 069:290 | +40   | 70     |
| 2.  | Lokomotive Plowdiw (P) | 31  | 17 | 10 | 4  | 048:230 | +25   | 61     |
| 3.  | ZSKA Sofia             | 31  | 17 | 8  | 6  | 046:240 | +22   | 59     |
| 4.  | Arda Kardschali        | 31  | 13 | 11 | 7  | 042:370 | +5    | 50     |
| 5.  | ZSKA 1948 Sofia (N)    | 31  | 12 | 11 | 8  | 041:340 | +7    | 47     |
| 6.  | Beroe Stara Sagora     | 31  | 10 | 9  | 12 | 042:380 | +4    | 39     |

| (M) | amtierender bulgarischer Meister      |
| (P) | amtierender bulgarischer Pokalsieger  |
| (N) | Aufsteiger aus der Wtora liga 2019/20 |

| 2021               | Arda Kardschali | Beroe Stara Sagora | Lokomotive Plowdiw | Ludogorez Rasgrad |       | ZSKA 1948 Sofia |
| ------------------ | --------------- | ------------------ | ------------------ | ----------------- | ----- | --------------- |
| Arda Kardschali    |                 | −                  | 3:3                | −                 | −     | 0:0             |
| Beroe Stara Sagora | 0:2             |                    | −                  | −                 | −     | 3:3             |
| Lokomotive Plowdiw | −               | 0:0                |                    | −                 | 2:0   | 0:0             |
| Ludogorez Rasgrad  | 4:1             | 3:1                | 1:2                |                   | −     | −               |
| ZSKA Sofia         | 1:0             | 2:0                | −                  | 4:1               |       | −               |
| ZSKA 1948 Sofia    | −               | −                  | −                  | 3:1               | 1:0 1 |                 |

### Europa-Conference-League-Runde
Die Teams auf den Plätzen 7 bis 10 der regulären Saison haben eine weitere Doppelrunde zwischeneinander ausgespielt, wobei alle Ergebnisse aus der Vorrunde übertragen wurden. Der Sieger der Gruppe trat gegen den Viertplatzierten aus der Meisterschaftsrunde an. Der Sieger aus diesem Spiel startete dann in der 2. Qualifikationsrunde der UEFA Europa Conference League 2021/22.
| Pl. | Verein              | Sp. | S  | U  | N  | Tore    | Diff. | Punkte |
| --- | ------------------- | --- | -- | -- | -- | ------- | ----- | ------ |
| 7.  | Tscherno More Warna | 32  | 12 | 9  | 11 | 037:340 | +3    | 45     |
| 8.  | Lewski Sofia        | 32  | 11 | 8  | 13 | 034:320 | +2    | 41     |
| 9.  | Zarsko Selo Sofia   | 32  | 9  | 10 | 13 | 033:390 | −6    | 37     |
| 10. | Botew Plowdiw       | 32  | 7  | 11 | 14 | 034:520 | −18   | 32     |

| 2021                | Botew Plowdiw | Lewski Sofia | Tscherno More Warna | Zarsko Selo Sofia |
| ------------------- | ------------- | ------------ | ------------------- | ----------------- |
| Botew Plowdiw       |               | 0:1          | 1:1                 | 5:0               |
| Lewski Sofia        | 1:2           |              | 2:1                 | 1:1               |
| Tscherno More Warna | 3:1           | 1:2          |                     | 3:3               |
| Zarsko Selo Sofia   | 0:0           | 0:2          | 0:1                 |                   |

Playoff
| Datum                          |                 | Ergebnis  |                     |
| ------------------------------ | --------------- | --------- | ------------------- |
| 30. Mai 2021, 19:00 Uhr (OESZ) | Arda Kardschali | 1:0 (1:0) | Tscherno More Warna |

### Abstiegsrunde
Die vier schlechtstplatzierten Vereine der regulären Saison bildeten eine Gruppe, wobei sie eine weitere Doppelrunde zwischeneinander ausspielen hatten. Alle Ergebnisse aus der Vorrunde wurden übertragen. Der Sieger der Gruppe blieb auch im nächsten Saison in die Parwa Liga. Der Zwölftplatzierte traf auf dem Dritten der Wtora Liga in einem Relegationsspiel, während die Vereinen auf Plätzen 13 und 14 in die Wtora Liga abstiegen. Der Sieger der Relegationsspiel qualifizierte sich für die Parwa liga, während die Verlierer in der Wtora liga spielen musste.
| Pl. | Verein                  | Sp. | S | U  | N  | Tore    | Diff. | Punkte |
| --- | ----------------------- | --- | - | -- | -- | ------- | ----- | ------ |
| 11. | Slawia Sofia            | 32  | 9 | 7  | 16 | 028:440 | −16   | 34     |
| 12. | FC Botew Wraza          | 32  | 8 | 6  | 18 | 031:450 | −14   | 30     |
| 13. | PFK Montana (N)         | 32  | 6 | 10 | 16 | 026:520 | −26   | 28     |
| 14. | SFK Etar Weliko Tarnowo | 32  | 6 | 10 | 16 | 025:530 | −28   | 28     |

| (N) | Aufsteiger aus der Wtora liga 2019/20 |

| 2021                    | Botew Wraza | Etar Weliko Tarnowo | Montana | Slawia Sofia |
| ----------------------- | ----------- | ------------------- | ------- | ------------ |
| Botew Wraza             |             | 2:0                 | 1:0     | 1:1          |
| SFK Etar Weliko Tarnowo | 2:0         |                     | 1:2     | 0:3          |
| PFK Montana             | 1:1         | 1:0                 |         | 0:2          |
| Slawia Sofia            | 2:0         | 0:2                 | 1:1     |              |

Abstiegsrelegation
Der Zwölfter trat gegen den Dritten der Wtora liga an. Das Spiel fand auf neutralen Boden statt.
| Datum                            |                | Ergebnis  |                 | Stadion                       |
| -------------------------------- | -------------- | --------- | --------------- | ----------------------------- |
| 28. Mai 2021 um 19:00 Uhr (OESZ) | FC Botew Wraza | 1:0 (0:0) | Septemwri Sofia | Sofia (Owtscha-Kupel-Stadion) |

FC Botew Wraza blieb in der Parwa Liga sowie Septemwri Sofia in der Wtora Liga.

## Torschützenliste
| Pl. | Spieler         | Mannschaft          | Tore |
| --- | --------------- | ------------------- | ---- |
| 01. | Claudiu Keșerü  | Ludogorez Rasgrad   | 18   |
| 02. | Mathias Coureur | Tscherno More Warna | 15   |
| 03. | Martin Kamburow | ZSKA Sofia          | 13   |
| 03. | Atanas Iliew    | Botew Plowdiw       | 13   |
| 05. | Preslaw Borukow | Etar Weliko Tarnowo | 9    |
| 05. | Alioune Fall    | Beroe Stara Sagora  | 9    |
| 05. | Dimitar Iliew   | Lokomotive Plowdiw  | 9    |
| 08. | Iwan Kokonow    | Arda Kardschali     | 8    |
| 08. | Georgi Minchew  | Lokomotive Plowdiw  | 8    |
| 08. | Ali Sowe        | ZSKA Sofia          | 8    |